# Lista över socknar i Västmanlands län
Här följer en förteckning över socknar och stadsförsamlingar i Västmanlands län.

## Arboga kommun
- Arboga socken
- Arboga stadsförsamling
- Götlunda socken
- Medåkers socken
- Säterbo socken

## Fagersta kommun
- Västanfors socken (Fagersta stad från 1944)
- Västervåla socken

## Hallstahammars kommun
- Bergs socken
- Svedvi socken
- Kolbäcks socken
- Säby socken

## Kungsörs kommun
- Björskogs socken
- Kung Karls socken
- Kungs-Barkarö socken
- Torpa socken

## Köpings kommun
- Bro socken (till 1939)
- Himmeta socken
- Kolsva socken (Bro och Malma socken 1939-1943, Bro-Malma socken 1943–1950)
- Köpings socken (till 1919)
- Köpings stadsförsamling (Köpings församling från 1920)
- Malma socken (till 1939)
- Munktorps socken
- Odensvi socken
- Västra Skedvi socken

## Norbergs kommun
- Karbennings socken
- Norbergs socken

## Sala kommun
- Fläckebo socken
- Kila socken
- Kumla socken
- Möklinta socken
- Norrby socken
- Sala socken
- Sala stadsförsamling
- Tärna socken
- Västerfärnebo socken

## Skinnskattebergs kommun
- Gunnilbo socken
- Heds socken
- Skinnskattebergs socken

## Surahammars kommun
- Ramnäs socken
- Sura socken

## Västerås kommun
- Badelunda socken (till 1945, därefter Badelunda församling i Västerås stad)
- Björksta socken
- Dingtuna socken
- Furby socken (till 1539)
- Harakers socken
- Hubbo socken
- Irsta socken
- Kungsåra socken
- Kärrbo socken
- Lilla Rytterne socken (till 1817)
- Lillhärads socken
- Lundby socken (till 1917, därefter Lundby församling i Västerås stad)
- Romfartuna socken
- Rytterne socken (från 1818)
- Sankt Ilians socken (till 1917, därefter Sankt Ilians församling i Västerås stad till 1945)
- Sevalla socken
- Skerike socken (till 1951, därefter Skerike församling i Västerås stad)
- Skultuna socken
- Stora Rytterne socken (till 1817)
- Tillberga socken
- Tortuna socken
- Västerås domkyrkoförsamling
- Västerås-Barkarö socken
- Ängsö socken

Västmanlands trängkår i Sala har också haft en egen församling.